# Sauvage Innocence
Pour plus de détails, voir Fiche technique et Distribution.
Sauvage Innocence est un film franco-néerlandais réalisé par Philippe Garrel, sorti en 2001.

## Synopsis
François Mauge (Mehdi Belhaj Kacem) est un jeune cinéaste. Sa femme, Carole, est décédée à la suite de prise d'héroïne et, marqué par cette disparition, il veut faire un film pour dénoncer ce poison. Le titre de son film sera Sauvage Innocence, mais il ne trouve pas les financements nécessaires à sa réalisation. Un trafiquant de drogues qui connaissait Carole, Chas (Michel Subor), est prêt à avancer cet argent, mais veut en échange que François fasse passer la frontière à une valise d'héroïne. François accepte et tourne alors ce film à Amsterdam avec l'argent même du trafic qu'il y dénonce. Il a rencontré auparavant une jeune actrice, Lucie (Julia Faure), dont il est amoureux et qui tient le premier rôle dans son film. Mais la réalité rejoint la fiction et on assiste à la chute de Lucie, qui sombre elle aussi dans la toxicomanie.

## Fiche technique
- Titre anglais : Wild Innocence
- Titre original : Sauvage Innocence
- Réalisation : Philippe Garrel
- Scénario : Marc Cholodenko, Philippe Garrel, Arlette Langmann
- Production : Pascal Caucheteux, Kees Kasander, Alain Sarde
- Musique : Jean-Claude Vannier
- Directeur de la photographie : Raoul Coutard
- Montage : Françoise Collin
- Pays d'origine :  France |  Pays-Bas
- Langue originale : français
- Format : noir et blanc
- Genre : Film dramatique
- Durée : 123 minutes
- Date de sortie en France : 19 décembre 2001
- Public : tous publics (France)

## Distribution
- Mehdi Belhaj Kacem : François Mauge
- Julia Faure : Lucie
- Michel Subor : Chas
- Maurice Garrel : le père de François Mauge
- Valérie Kéruzoré : Flora
- Mathieu Genet : Alex
- Zsuzsanna Varkonyi: Zsazsa

## À noter
Le film, qui présente François comme un double de Philippe Garrel, mêle plusieurs plans de réalité :
- Sauvage Innocence est aussi le titre du film tourné par François et dont on voit le tournage dans le film.
- Le film tourné par François est autobiographique (du point de vue de  François), il reflète aussi son histoire actuelle avec Lucie et la dégringolade de celle-ci.
- Le film (ou même les films) est aussi largement inspiré de l'expérience personnelle de Philippe Garrel qui, dans sa jeunesse, fut consommateur de drogues. On reconnaît notamment derrière cette femme aimée l'ombre de Nico.
- Philippe Garrel va jusqu'à prêter son propre père au personnage principal : c'est Maurice Garrel qui joue le rôle du père de François.

## Distinctions
- Prix de la critique internationale au Festival de Venise 2001